# 大阪市住宅供給公社
大阪市住宅供給公社（おおさかしじゅうたくきょうきゅうこうしゃ）は、大阪市の地方住宅供給公社である。愛称は大阪市住まい公社。

## 概要
1951年（昭和26年）に大阪市住宅協会として設立され、分譲や賃貸の集合住宅を供給してきたが、2005年（平成17年）10月に発表された経営改善計画に基づき、分譲事業からは原則撤退した。現在は賃貸住宅事業のほか、受託事業として大阪市営住宅の管理なども行なっている。
- 所在地：大阪市北区天神橋6丁目4番20号（大阪市立住まい情報センター）
- 役職員数：役員7名、職員316名（2021年（令和3年）時点）

## 沿革
- 1951年（昭和26年）1月：財団法人 大阪市住宅協会設立
- 1966年（昭和41年）2月：地方住宅供給公社法に基づき大阪市住宅供給公社に改組
- 1969年（昭和44年）10月：大阪ハウジングサービスを設立
- 1995年（平成7年）10月：大阪市住宅整備公社と統合
- 2006年（平成18年）5月：大阪ハウジングサービスの株式を大阪ガスグループに譲渡

### 大阪市住宅整備公社の沿革
- 1975年（昭和50年）8月：財団法人 大阪市住宅サービス公社設立
- 1986年（昭和61年）4月：財団法人 大阪市住宅整備公社に改称

## 主な事業
- 独自事業
  - 賃貸住宅事業

協会時代の住宅、公社賃貸住宅（コーシャハイツ、公社すまいりんぐ）、民間すまいりんぐ
- 受託事業等
  - 市営住宅の管理等
  - 住まい情報センター事業・住まいのミュージアム大阪くらしの今昔館
  - 融資・助成等関連事業